# Calodesma dioptis
Calodesma dioptis là một loài bướm đêm thuộc phân họ Arctiinae, họ Erebidae.